# دوارته یکم
ادوارد، پادشاه پرتغال (انگلیسی: Edward, King of Portugal؛ ۳۱ اکتبر ۱۳۹۱ – ۹ سپتامبر ۱۴۳۸) پادشاه پرتغال و آلگاروه بود. ادوارد قدیمی‌ترین عضو «نسل درخشان» از سلاطین موفقی بود که در توسعه تمدن پرتغال در طول قرن پانزدهم نقش داشتند. قبل از اینکه دوارته بر تخت سلطنت بنشیند، همیشه پدرش را در امور پادشاهی دنبال می‌کرد. او در سال ۱۴۱۵ پس از تصرف شهر سئوتا در شمال آفریقا، در مقابل جبل الطارق، توسط پرتغالی‌ها لقب شوالیه گرفت. او در سال ۱۴۳۳، زمانی که پدرش بر اثر طاعون درگذشت، پادشاه شد. در طول سلطنت کوتاه پنج ساله خود، او کمتر از پنج بار با کورتس پرتغالی (مجلس ملی) تماس گرفت تا در مورد امور سیاسی پادشاهی خود گفتگو کند. او همچنین سیاست‌های پدرش در مورد اکتشاف دریایی آفریقا را دنبال می‌کرد. او برادر معروفش، هنری دریانورد، را تشویق کرد و از او حمایت مالی کرد،مستعمره سبته (سئوتا) به سرعت به خزانه پرتغال تبدیل شد ولی پادشاه متوجه شد که بدون شهر طنجه، تصرف سئوتا بی‌ارزش است. پس از تسخیر سئوتا توسط پرتغالی‌ها، کاروان‌های شتر که بخشی از مسیرهای تجاری زمینی بودند شروع به استفاده از طنجه به عنوان مقصد جدید خود کردند. این امر سئوتا را از مواد و کالاهایی که آن را به بازاری جذاب و محلی تجاری پر جنب و جوش تبدیل کرده بود، محروم کرد و به جامعه ای منزوی تبدیل شد. نبرد طنجه به رهبری هانری یک شکست بود. اردوگاه محاصره شده پرتغالی که نتوانست شهر را در یک سری حملات به تصرف خود درآورد و به زودی توسط ارتش امدادی مراکشی محاصره و از گرسنگی تسلیم شد. در معاهده حاصل، هنری قول داد که سئوتا را به مارینیدها بازگرداند و در مقابل به ارتش پرتغال اجازه داده شد بدون مزاحمت خارج شود. کوچکترین برادر دوارته، فردیناند، به عنوان گروگان برای تحویل نهایی شهر به مارینیدها تحویل داده شد. دوارته در اواخر آن تابستان در تومار بر اثر طاعون درگذشت و فردیناند تا زمان مرگ خود در سال۱۴۴۳ در اسارت در فاس باقی ماند.